# 로티 (파일 형식)

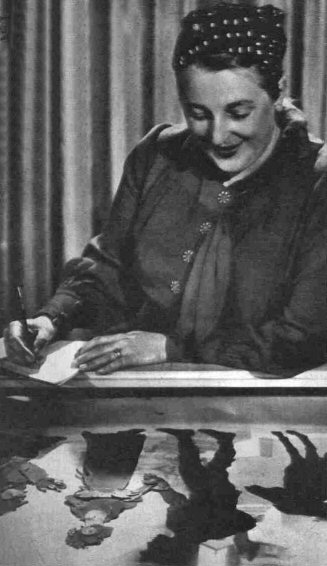
1939년의 로테 라이니거

로티(Lottie)는 벡터 그래픽 애니메이션을 위한 파일 형식으로, 독일 실루엣 애니메이션의 선구자인 Charlotte "Lotte" Reiniger의 이름에서 따와 명명되었다.

## 설명
Lottie는 JSON을 기반으로 하지만 Lottie 파일은 길이가 1~2자의 키를 사용하며 사람이 읽을 수 없다. 웹, 모바일 및 데스크탑 애플리케이션에서 사용하기 위해 애니메이션 GIF 및 APNG 파일에 대한 더 가벼운 대안으로 만들어졌다. 벡터형이므로 장치 해상도와 무관하다. 래스터 그래픽 요소도 포함될 수 있다. 프로그래밍이 가능하고 상호 작용 기능을 추가할 수 있다.
플레이어 구현에 따라, CPU, GPU 및 메모리 사용량에 차이가 존재할 수 있다.

## 역사
2015년 - 에르난 토리시는 애니메이션 데이터를 JSON으로 직렬화하여 런타임에 렌더링하는 애니메이션 소프트웨어 Adobe After Effects 용 Bodymovin 이라는 플러그인을 개발했다. After Effects 내부 형식의 주요 기능을 지원한다. 또한 에르난 토리시는 최신 브라우저용 JavaScript 기반 플레이어가 포함된 형식의 렌더러를 출시했다.
2017년 - 엔지니어 브랜든 위드로우(Brandon Withrow)가 iOS, 가브리엘 필(Gabriel Peal)은 안드로이드, 리랜드 리처드슨(Leland Richardson)은 리엑트 네이티브 전용 로티 플레이어 개발에 참여했고 AirBnB의 수석 애니메이터 살리 푸둘 카림(Salih Abdul-Karim)과 함께 첫 번째 Lottie 라이브러리를 만들었다. 이로 인해 다양한 플랫폼에서 로티 애니메이션을 지원하기 시작했다.
또한 다른 회사들의 노력으로 더 많은 플랫폼을 지원하기 시작했다.
2018년 - 마이크로소프트 와 . NET Foundation은 Windows 전용의 로티 렌더링 라이브러리를 출시했다.
2019년 - 로티 렌더링을 위한 QML API를 추가하면서 Qt 에서 로티 애니메이션 지원을 시작했다. 같은 해 후반에 삼성전자는 플랫폼 독립적인 C++ 기반 렌더러인 rLottie를 출시하고 타이젠에 로티 지원을 추가했다. 이 형식을 사용하는 Python 프레임워크도 올해 출시되었다.
2020년 - dotLottie가 탄생했다. 이 오픈 소스 파일 형식은 여러 로티 파일과 모든 지원 리소스를 단일 파일로 결합한다.
2023년 - 토르 벡터 그래픽스가 자체 엔진을 기반으로 로티 렌더링 기능을 지원하기 시작했다.
```
{

    
"v"
:
 
"5.7.1"
,

    
"ip"
:
 
0
,

    
"op"
:
 
180
,

    
"nm"
:
 
"Animation"
,

    
"fr"
:
 
60
,

    
"w"
:
 
512
,

    
"h"
:
 
512
,

    
"layers"
:
 
[

        
{

            
"ddd"
:
 
0
,

            
"ty"
:
 
4
,

            
"ind"
:
 
0
,

            
"st"
:
 
0
,

            
"ip"
:
 
0
,

            
"op"
:
 
180
,

            
"nm"
:
 
"Layer"
,

            
"ks"
:
 
{

                
"a"
:
 
{

                    
"a"
:
 
0
,

                    
"k"
:
 
[

                        
256
,

                        
256

                    
]

                
},

                
"p"
:
 
{

                    
"a"
:
 
0
,

                    
"k"
:
 
[

                        
256
,

                        
256

                    
]

                
},

                
"s"
:
 
{

                    
"a"
:
 
0
,

                    
"k"
:
 
[

                        
100
,

                        
100

                    
]

                
},

                
"r"
:
 
{

                    
"a"
:
 
0
,

                    
"k"
:
 
0

                
},

                
"o"
:
 
{

                    
"a"
:
 
0
,

                    
"k"
:
 
100

                
}

            
},

            
"shapes"
:
 
[

                
{

                    
"ty"
:
 
"el"
,

                    
"nm"
:
 
"Ellipse"
,

                    
"d"
:
 
1
,

                    
"p"
:
 
{

                        
"a"
:
 
0
,

                        
"k"
:
 
[

                            
256
,

                            
256

                        
]

                    
},

                    
"s"
:
 
{

                        
"a"
:
 
0
,

                        
"k"
:
 
[

                            
256
,

                            
256

                        
]

                    
}

                
},

                
{

                    
"ty"
:
 
"st"
,

                    
"nm"
:
 
"Stroke"
,

                    
"o"
:
 
{

                        
"a"
:
 
0
,

                        
"k"
:
 
100

                    
},

                    
"c"
:
 
{

                        
"a"
:
 
0
,

                        
"k"
:
 
[

                            
0.114
,

                            
0.157
,

                            
0.282

                        
]

                    
},

                    
"lc"
:
 
2
,

                    
"lj"
:
 
2
,

                    
"ml"
:
 
0
,

                    
"w"
:
 
{

                        
"a"
:
 
0
,

                        
"k"
:
 
20

                    
}

                
},

                
{

                    
"ty"
:
 
"fl"
,

                    
"nm"
:
 
"Fill"
,

                    
"o"
:
 
{

                        
"a"
:
 
0
,

                        
"k"
:
 
100

                    
},

                    
"c"
:
 
{

                        
"a"
:
 
0
,

                        
"k"
:
 
[

                            
0.196
,

                            
0.314
,

                            
0.690

                        
]

                    
},

                    
"r"
:
 
1

                
}

            
]

        
}

    
]

}

```

## dotLottie 파일 형식
2020년에는 Lottie 파일을 다른 리소스와 함께 압축하는 표준 방법으로 dotLottie 파일 형식이 제안되었다. 파일은 실제로 deflate 방법으로 압축된 zip 파일이다. 여기에는 매니페스트 파일 과 미리보기 이미지가 포함되어 있어 파일을 쉽게 조작할 수 있다.